# 北河號
北河汽船（North River Steamboat）又名北河号（North River）或克莱蒙号（Clermont），它被广泛认为是世界上第一艘能用於商业水上運輸的蒸汽船。北河汽船建于1807年，之後在纽约和奥尔巴尼之间的哈德遜河（当时這條河通常被称为北河）上投入運營。北河號是由投资者和政治家羅伯特·R·李維頓以及发明家和企业家罗伯特·富尔顿主持建造的。